# Harry Ward Leonard
Harry Ward Leonard (8. února 1861, Cincinnati – 18. února 1915, New York) byl americký elektrotechnik a vynálezce, jehož třicetileté působení spadalo do přelomu 19. století a 20. století. Jeho nejznámějším vynálezem je Ward Leonardovo soustrojí k řízení elektrických pohonů. Zařízení pracující na tomto principu se zachovala v provozu i ve 21. století.

## Původ a mládí
Harry se narodil 8. února 1861 v Cincinnati. Jeho otec se jmenoval Ezra George Leonard a matka Henrietta Dana Ward. Byl čtvrtým ze šesti dětí. Byl vnukem generála Artemase Warda, význačné osoby ve válce za nezávislost. Ačkoli bylo jeho příjmení bylo zjevně pouze Leonard, sám se představoval jako Harry Ward Leonard nebo H. Ward Leonard. V roce 1895 si v Ženevě vzal za ženu Carolyn Good.
Jako student Massachusettského technologického institutu (MIT) pomáhal založit studentské noviny a stal se předsedou jejich řídícího výboru. Studium na MIT úspěšně zakončil v roce 1883.

## Povolání
Po absolvování MIT jej zaměstnal Thomas Edison, jemuž pomáhal se zaváděním jeho elektrické rozvodné sítě. Během čtyř let byl ustanoven předsedou dozorčí rady Western Electric Light Company v Chicagu. V následujících letech založil firmu Leonard a Izard, která se zabývala výstavbou elektráren a elektrifikací železnic. V roce 1889 tuto firmu získal Edison a Leonard se stal generálním ředitelem Edisonových podniků ve Spojených státech a Kanadě. V roce 1896 Leonard zřídil společnost Ward Leonard Electric jako Edisonův podnik v Hoboken New Jersey a stal se jejím generálním ředitelem. V roce 1898 opustil Edisonovy podniky a 19. února nechal zapsat svoji vlastní Ward Leonard Electric Company ve vsi Bronxville ve Westchester County, v New Yorku.
Během své práce pro Edisona si nechal patentovat mnoho vynálezů a průběžně rozvíjel nové myšlenky. Byl držitelem více než stovky patentů v oblasti distribuce elektřiny, řídících systémů a příslušných zařízení. Jeho nejznámějším vynálezem je Ward Leonardovo soustrojí.

## Náhlá smrt
H. Ward Leonard byl aktivním členem Amerického elektrotechnického institutu, publikoval technické spisy, pořádal setkání a prezentace. Zemřel náhle 18. února 1915 v Novém Yorku, když se účastnil výroční hostiny Amerického elektrotechnického institutu.